# Tío Moncho (Caobanal 1.ª Sección)
Tío Moncho (Caobanal 1.ª Sección) es una localidad del municipio de Huimanguillo ubicado en la subregión de la Chontalpa del estado mexicano de Tabasco.

## Geografía
La localidad de Tío Moncho (Caobanal 1.ª Sección) se sitúa en las coordenadas geográficas 17°41′34″N 93°25′07″O / 17.692778, -93.418611, a una elevación de 30 metros sobre el nivel del mar.

## Demografía
Según el Conteo de Población y Vivienda 2020, efectuado por el Instituto Nacional de Estadística y Geografía, la localidad de Tío Moncho (Caobanal 1.ª Sección) tiene 76 habitantes, de los cuales 41 son del sexo masculino y 35 del sexo femenino. Su tasa de fecundidad es de 3.04 hijos por mujer y tiene 22 viviendas particulares habitadas.
| Gráfica de evolución demográfica de Tío Moncho (Caobanal 1.ª Sección) entre 1995 y 2020 |
|                                                                                         |
| INEGI.                                                                                  |